# Selan Elizah
Selan Elizah (26 novembre 1971) è un ex calciatore papuano, di ruolo centrocampista.

## Carriera

### Nazionale
Ha debuttato in Nazionale il 12 marzo 2002, in Papua Nuova Guinea-Nuova Caledonia (4-1). Ha messo a segno la sua prima rete con la maglia della Nazionale il 16 marzo 2002, in Samoa-Papua Nuova Guinea (1-4), siglando la rete del momentaneo 1-3 al minuto 60. Ha partecipato, con la Nazionale, alla Coppa d'Oceania 2002. Ha collezionato in totale, con la maglia della Nazionale, 9 presenze e una rete.